# Bazoches-sur-Guyonne
Bazoches-sur-Guyonne – miejscowość i gmina we Francji, w regionie Île-de-France, w departamencie Yvelines.
Według danych na rok 1990 gminę zamieszkiwały 423 osoby, a gęstość zaludnienia wynosiła 75 osób/km² (wśród 1287 gmin regionu Île-de-France Bazoches-sur-Guyonne plasuje się na 850. miejscu pod względem liczby ludności, natomiast pod względem powierzchni na miejscu 634.).